# Rob Cohen
Rob Cohen (Cornwall, New York, 1949. március 12. –) amerikai filmrendező, producer, forgatókönyvíró.
Rendezései közé tartozik a Halálos iramban (2001), a XXX (2002) és A múmia: A Sárkánycsászár sírja (2008).

## Élete
New York államban született, és a Harvard Egyetemen végezte tanulmányait. Nős, felesége Barbara, akitől 2008 márciusában hármasikrei születtek, egy kislány és két fiú. Előző házasságából is van egy fia, Kyle.

## Filmográfia

### Film

#### Rendező és író
| Év   | Magyar cím                      | Eredeti cím                           | Feladatkör | Feladatkör |
| Év   | Magyar cím                      | Eredeti cím                           | Rendező    | Író        |
| ---- | ------------------------------- | ------------------------------------- | ---------- | ---------- |
| 1980 | Jó barátok között               | A Small Circle of Friends             | Igen       | Nem        |
| 1984 | Botrány                         | Scandalous                            | Igen       | Igen       |
| 1993 | A Sárkány – Bruce Lee élete     | Dragon: The Bruce Lee Story           | Igen       | Igen       |
| 1996 | Sárkányszív                     | Dragonheart                           | Igen       | Nem        |
| 1996 | Daylight – Alagút a halálba     | Daylight                              | Igen       | Nem        |
| 1998 | Sztárok egy csapatban           | The Rat Pack                          | Igen       | Nem        |
| 2000 | Koponyák                        | The Skulls                            | Igen       | Nem        |
| 2001 | Halálos iramban                 | The Fast and the Furious              | Igen       | Nem        |
| 2002 | XXX                             | XXX                                   | Igen       | Nem        |
| 2002 | Döbbenet                        | Ritual                                | Nem        | Igen       |
| 2005 | Lopakodó                        | Stealth                               | Igen       | Nem        |
| 2008 | A múmia: A Sárkánycsászár sírja | The Mummy: Tomb of the Dragon Emperor | Igen       | Nem        |
| 2012 | Alex Cross                      | Alex Cross                            | Igen       | Nem        |
| 2015 | A szomszéd fiú                  | The Boy Next Door                     | Igen       | Nem        |
| 2018 | Hurrikán meló                   | The Hurricane Heist                   | Igen       | Nem        |

#### Producer
| Év   | Magyar cím                           | Eredeti cím                                      | Rendező             | Megjegyzések                     |
| ---- | ------------------------------------ | ------------------------------------------------ | ------------------- | -------------------------------- |
| 1975 |                                      | Mahogany                                         | Berry Gordy         |                                  |
| 1976 |                                      | The Bingo Long Traveling All-Stars & Motor Kings | John Badham         |                                  |
| 1977 | Scott Joplin                         | Scott Joplin                                     | Jeremy Kagan        | vezető producer                  |
| 1978 | Végre péntek van!                    | Thank God It's Friday                            | Robert Klane        |                                  |
| 1978 |                                      | Almost Summer                                    | Martin Davidson     |                                  |
| 1978 | A Wiz                                | The Wiz                                          | Sidney Lumet        |                                  |
| 1984 | Borotvaélen                          | The Razor's Edge                                 | John Byrum          | vezető producer                  |
| 1985 | Billie Jean legendája                | The Legend of Billie Jean                        | Matthew Robbins     | másodrendező                     |
| 1987 | Hajnalfény                           | Light of Day                                     | Paul Schrader       |                                  |
| 1987 | Az eastwicki boszorkányok            | The Witches of Eastwick                          | George Miller       | vezető producer                  |
| 1987 | Szörny csapat                        | The Monster Squad                                | Fred Dekker         | vezető producer                  |
| 1987 | Gyomok között                        | Ironweed                                         | Héctor Babenco      | vezető producer                  |
| 1987 | A menekülő ember                     | The Running Man                                  | Paul Michael Glaser | vezető producer                  |
| 1988 | A kígyó és a szivárvány              | The Serpent and the Rainbow                      | Wes Craven          | - akciórendező - vezető producer |
| 1989 | Kétbalkezes bankrablók               | Disorganized Crime                               | Jim Kouf            | vezető producer                  |
| 1990 | Palimadár                            | Bird on a Wire                                   | John Badham         | akciórendező                     |
| 1991 | Jobb ma egy zsaru, mint holnap kettő | The Hard Way                                     | John Badham         | akciórendező                     |
| 2005 | XXX 2 – A következő fokozat          | XXX: State of the Union                          | Lee Tamahori        | vezető producer                  |
| 2015 |                                      | Ghoul                                            | Petr Jákl           | vezető producer                  |